# VM i fodbold 1974
VM i fodbold 1974 blev afviklet i Vesttyskland og var den 10. VM-slutrunde. Mesterskabet blev vundet af Vesttyskland (for anden gang) efter finalesejr på 2-1 over Holland.
Turneringen var den første, hvor der blev spillet om den nuværende VM-pokal, FIFA World Cup, skabt af den italienske skulptør Silvio Gazzaniga. Den tidligere pokal, Jules Rimet-pokalen, blev vundet af Brasilien for tredje gang i 1970, og dermed vandt de den til ejendom.
Turnerningens format var blevet ændret siden sidste VM i 1970: De 16 deltagende hold var blevet inddelt i fire grupper a fire hold. De to bedste hold i hver gruppe gik videre til mellemrunden, hvor de blev inddelt i to nye grupper a fire hold. Vinderne af de to mellemrundegrupper spillede finale mod hinanden, mens toerne mødtes i bronzekampen.
I den indledende runde fik man en politisk ladet kamp at se. Vesttyskland og DDR mødte hinanden i Hamburg, i øvrigt de to holds eneste indbyrdes møde nogensinde. Østtyskerne vandt kampen 1-0 men blev senere slået ud i mellemrunden. Vesttyskland blev anført af Franz Beckenbauer og Gerd Müller, der scorede sejrsmålet i finalen. Selvom Holland kun blev nr. 2, henrykkede deres stjerne Johan Cruyff og deres totalfodbold-koncept hele verden.
Gerd Müllers mål i finalen var hans 14. mål ved VM-slutrunder (10 mål i 1970 og 4 mål i 1974). Dermed slog han Just Fontaines rekord på 13 mål (alle scoret i 1958).
Polens Grzegorz Lato blev turneringens topscorer med 7 mål.

## Resultater

### Kvalifikation
- Se Kvalifikation til VM i fodbold 1974

### Indledende runde
| Dato  | Kamp                      | Res. | Tilsk. |
| ----- | ------------------------- | ---- | ------ |
| 14.6. | Vesttyskland - Chile      | 1-0  | 83.168 |
| 14.6. | DDR - Australien          | 2-0  | 10.000 |
| 18.6. | Australien - Vesttyskland | 0-3  | 35.000 |
| 18.6. | Chile - DDR               | 1-1  | 20.000 |
| 22.6. | Australien - Chile        | 0-0  | 14.681 |
| 22.6. | DDR - Vesttyskland        | 1-0  | 60.350 |

| Gruppe 1     | Kampe | Mål | Point |
| ------------ | ----- | --- | ----- |
| DDR          | 3     | 4-1 | 5     |
| Vesttyskland | 3     | 4-1 | 4     |
| Chile        | 3     | 1-2 | 2     |
| Australien   | 3     | 0-5 | 1     |

| Dato  | Kamp                    | Res. | Tilsk. |
| ----- | ----------------------- | ---- | ------ |
| 13.6. | Brasilien - Jugoslavien | 0-0  | 62.000 |
| 14.6. | Zaire - Skotland        | 0-2  | 25.000 |
| 18.6. | Jugoslavien - Zaire     | 9-0  | 20.000 |
| 18.6. | Skotland - Brasilien    | 0-0  | 50.000 |
| 22.6. | Skotland - Jugoslavien  | 1-1  | 60.000 |
| 22.6. | Zaire - Brasilien       | 0-3  | 35.000 |

| Gruppe 2    | Kampe | Mål  | Point |
| ----------- | ----- | ---- | ----- |
| Jugoslavien | 3     | 9-1  | 4     |
| Brasilien   | 3     | 3-0  | 4     |
| Skotland    | 3     | 3-1  | 4     |
| Zaire       | 3     | 0-14 | 0     |

| Dato  | Kamp                | Res. | Tilsk. |
| ----- | ------------------- | ---- | ------ |
| 15.6. | Uruguay - Holland   | 0-2  | 53.700 |
| 15.6. | Sverige - Bulgarien | 0-0  | 22.500 |
| 19.6. | Bulgarien - Uruguay | 1-1  | 12.000 |
| 19.6. | Holland - Sverige   | 0-0  | 53.700 |
| 23.6. | Bulgarien - Holland | 1-4  | 52.100 |
| 23.6. | Sverige - Uruguay   | 3-0  | 27.000 |

| Gruppe 3  | Kampe | Mål | Point |
| --------- | ----- | --- | ----- |
| Holland   | 3     | 6-1 | 5     |
| Sverige   | 3     | 3-0 | 4     |
| Bulgarien | 3     | 2-5 | 2     |
| Uruguay   | 3     | 1-6 | 1     |

| Dato  | Kamp                | Res. | Tilsk. |
| ----- | ------------------- | ---- | ------ |
| 15.6. | Italien - Haiti     | 3-1  | 51.100 |
| 15.6. | Polen - Argentina   | 3-2  | 31.500 |
| 19.6. | Argentina - Italien | 1-1  | 68.900 |
| 19.6. | Haiti - Polen       | 0-7  | 23.400 |
| 23.6. | Argentina - Haiti   | 4-1  | 24.000 |
| 23.6. | Polen - Italien     | 2-1  | 68.900 |

| Gruppe 4  | Kampe | Mål  | Point |
| --------- | ----- | ---- | ----- |
| Polen     | 3     | 12-3 | 6     |
| Argentina | 3     | 7-5  | 3     |
| Italien   | 3     | 5-4  | 3     |
| Haiti     | 3     | 2-14 | 0     |

### Mellemrunde
| Dato  | Kamp                  | Res. | Tilsk. |
| ----- | --------------------- | ---- | ------ |
| 26.6. | Holland - Argentina   | 4-0  | 55.348 |
| 26.6. | Brasilien - DDR       | 1-0  | 58.463 |
| 30.6. | Argentina - Brasilien | 1-2  | 38.000 |
| 30.6. | DDR - Holland         | 0-2  | 67.148 |
| 3.7.  | Argentina - DDR       | 1-1  | 53.054 |
| 3.7.  | Holland - Brasilien   | 2-0  | 52.500 |

| Gruppe A  | Kampe | Mål | Point |
| --------- | ----- | --- | ----- |
| Holland   | 3     | 8-0 | 6     |
| Brasilien | 3     | 3-3 | 4     |
| DDR       | 3     | 1-4 | 1     |
| Argentina | 3     | 2-7 | 1     |

| Dato  | Kamp                       | Res. | Tilsk. |
| ----- | -------------------------- | ---- | ------ |
| 26.6. | Jugoslavien - Vesttyskland | 0-2  | 66.085 |
| 26.6. | Sverige - Polen            | 0-1  | 43.755 |
| 30.6. | Polen - Jugoslavien        | 2-1  | 55.000 |
| 30.6. | Vesttyskland - Sverige     | 4-2  | 66.500 |
| 3.7.  | Polen - Vesttyskland       | 0-1  | 59.000 |
| 3.7.  | Sverige - Jugoslavien      | 2-1  | 40.000 |

| Gruppe B     | Kampe | Mål | Point |
| ------------ | ----- | --- | ----- |
| Vesttyskland | 3     | 7-2 | 6     |
| Polen        | 3     | 3-2 | 4     |
| Sverige      | 3     | 4-6 | 2     |
| Jugoslavien  | 3     | 2-6 | 0     |

### Bronzekamp
| 6.7. | Brasilien – Polen                                             | 0-1 | Olympiastadion, München | 74.100 tilskuere |
|      | 0-1 Grzegorz Lato (76.) · Dommer: Aurelio Angonese ( Italien) |     |                         |                  |

### Finale
| 7.7. | Holland – Vesttyskland                                                                                      | 1-2 | Olympiastadion, München | 75.200 tilskuere |
|      | 1-0 Johan Neeskens (2., str.), 1-1 Paul Breitner (25., str.), 1-2 Gerd Müller (43.)                         |     |                         |                  |
|      | Dommer: John Taylor (England) Linjevogtere: Alfonso Gonzales Archundia (Mexico) og Ramon Barreto (Uruguay). |     |                         |                  |

## Målscorere
| 7 mål - Grzegorz Lato 5 mål - Johan Neeskens - Andrzej Szarmach 4 mål - Gerd Müller - Johnny Rep - Ralf Edström 3 mål - René Houseman - Rivelino - Paul Breitner - Johan Cruijff - Kazimierz Deyna - Dušan Bajević | 2 mål - Héctor Yazalde - Jairzinho - Joachim Streich - Wolfgang Overath - Emmanuel Sanon - Joe Jordan - Roland Sandberg - Stanislav Karasi - Ivica Šurjak 1 goal - Rubén Ayala - Carlos Babington - Miguel Ángel Brindisi - Ramón Heredia - Valdomiro - Hristo Bonev - Sergio Ahumada - Martin Hoffmann - Jürgen Sparwasser - Rainer Bonhof - Bernhard Cullmann - Jürgen Grabowski - Uli Hoeneß | - Pietro Anastasi - Romeo Benetti - Fabio Capello - Gianni Rivera - Theo de Jong - Ruud Krol - Rob Rensenbrink - Jerzy Gorgoń - Peter Lorimer - Conny Torstensson - Ricardo Pavoni - Vladislav Bogićević - Dragan Džajić - Josip Katalinski - Branko Oblak - Ilija Petković Selvmål - Roberto Perfumo (for Italien) - Colin Curran (for Østtyskland) - Ruud Krol (for Bulgarien) |

## Stadioner
- Olympiastadion, Vestberlin
- Volksparkstadion, Hamburg
- Waldstadion, Frankfurt
- Westfalenstadion, Dortmund
- Niedersachsenstadion, Hannover
- Parkstadion, Gelsenkirchen
- Rheinstadion, Düsseldorf
- Olympiastadion, München
- Neckarstadion, Stuttgart

- Wikimedia Commons har flere filer relateret til VM i fodbold 1974

| Fodbold | Spire Denne artikel om fodbold er en spire som bør udbygges. Du er velkommen til at hjælpe Wikipedia ved at udvide den. |